# Thaumasus
Thaumasus é um gênero monotípico de coleópteros da tribo Torneutini (Cerambycinae); com distibuição na região neotropical.

## Espécie
- Thaumasus gigas (Olivier, 1792)